# Corinna Schwab
Corinna Schwab (5 de abril de 1999) es una deportista de Alemania que compite en atletismo. Ganó una medalla de bronce en el Campeonato Europeo de Atletismo Sub-23 de 2019, en la prueba de 4 × 400 m.
Estudió Economía en la Universidad Tecnológica de Chemnitz.